# Aeropuerto Internacional de Alejandría
El Aeropuerto Internacional de Alejandría, también conocido como Aeropuerto El Nouzha (en idioma árabe:مطار الإسكندرية الدولي) (código IATA: ALY, código OACI: HEAX) es un aeropuerto público que sirve la ciudad de Alejandría, en Egipto. Es el segundo aeropuerto de la ciudad en término de pasajeros. Se encuentra localizado a 7 kilómetros al sureste del centro de la ciudad.

## Aerolíneas y destinos
En junio de 2011 las siguientes aerolíneas operaban en el aeropuerto:
| Aerolíneas                            | Destinos                                                        |
| ------------------------------------- | --------------------------------------------------------------- |
| Air Arabia                            | Sharjah                                                         |
| AlMasria Universal Airlines           | Jeddah, Kuwait                                                  |
| Bahrain Air                           | Baréin                                                          |
| Buraq Air                             | Benghazi                                                        |
| EgyptAir                              | Cairo, Dammam, Dubái, Jeddah, Kuwait, Medina, Riad              |
| EgyptAir operado por EgyptAir Express | Cairo, Hurghada, Sharm El-Sheikh, Marsa Alam Estacional: Beirut |
| Libyan Airlines                       | Benghazi, Misurata, Trípoli                                     |